# No (пісня)
«No» (укр. «Ні») — другий сингл колумбійської співачки Шакіри з альбому «Fijación Oral Vol. 1», який вона виконала з аргентинським співаком Густаво Сераті, випущений у 2005 році лейблом Epic. У пісні Сераті грає на гітарі та виконує бек-вокал.

## Відеокліп
Кліп, спродюсований Хауме да Лаїгуана (ісп. Jaume de Laiguana), повністю чорно-білий. У багатьох сценах відео Шакіра постає сумною зі слізьми на очах. Вона знаходиться на неіснуючому вокзалі воточенні декількох залізничних колій, на яких вона потім сидить. Протягом відео Шакіра майструє собі крила метелика, що є метафорою, яка означає, що вона хоче знайти сили літати самостійно, не залежати від зруйнованих відносин. У кінці кліпу співачка хоче стрибнути з крилами до воду, але в останній момент, усміхнувшись відходить від неї.

## Чарти
| Чарт                  | Найвища позиція |
| --------------------- | --------------- |
| США (Latin Songs)     | 11              |
| США (Latin Pop Songs) | 2               |